# June e Jennifer Gibbons
June e Jennifer Gibbons (11 de abril de 1963; Jennifer morreu em março de 1993) eram gêmeas idênticas que cresceram no País de Gales, Reino Unido. Elas se tornaram conhecidas como "As Gêmeas Silenciosas", uma vez que elas se comunicavam apenas entre elas. As irmãs começaram a escrever obras de ficção, mas começaram a experimentar tendências de criminalidade. Ambas as mulheres foram internadas no Hospital Broadmoor onde permaneceram por 11 anos.

## Primeiros anos de vida
June e Jennifer eram filhas dos imigrantes caribenhos Gloria e Aubrey Gibbons. Gloria era uma dona de casa e Aubrey trabalhava como técnico da Força Aérea Real. Pouco depois do seu nascimento em Barbados, sua família mudou-se para Haverfordwest, no País de Gales. As irmãs gêmeas eram inseparáveis, e seu uso de crioulo bajan, somado à fala rápida, tornou difícil que pessoas de fora da sua família pudessem compreendê-las.
Como eram as únicas crianças negras na comunidade, elas foram condenadas ao ostracismo na escola. Isto foi traumático para as gêmeas, que acabaram fazendo com que os administradores da escola as dispensassem todos os dias para que pudessem evitar o bullying. Seu "idioma" se tornou ainda mais idiossincrático neste momento e ininteligível para outros. A linguagem delas qualificou-se como um exemplo de criptofonia (relação muito próxima entre os gêmeos que sustenta a possibilidade de uma linguagem secreta/automática), exemplificada por ações simultâneas das gêmeas, que muitas vezes eram espelhadas uma na outra. Eventualmente, as gêmeas não falavam com ninguém, exceto uma com a outra e com sua irmã mais nova, Rose.
Quando as irmãs fizeram 14 anos, uma sucessão de terapias tentaram, sem sucesso, fazer com que elas se comunicassem com os outros. Elas foram enviadas separadamente para internatos em uma tentativa de romper seu isolamento, mas a dupla tornou-se catatônica e completamente isolada quando foram separadas.

## Expressão criativa
Quando foram reunidas, as duas passaram dois anos isolando-se em seus quartos, engajadas em elaborar histórias e peças com suas bonecas. Juntas criaram muitas peças de teatro e histórias, em um estilo próximo às novelas, e gravavam em fitas algumas delas, em voz alta, como presentes para sua irmã mais nova. Inspiradas por um par de diários que ganharam no Natal de 1979, elas começaram suas carreiras de escritoras. Elas participaram de um curso por correspondência em escrita criativa e, para isso, cada uma escreveu vários romances. Estes se passavam principalmente nos Estados Unidos e, em particular, em Malibu, na Califórnia, em histórias que envolviam homens e mulheres jovens que apresentavam um comportamento estranho e muitas vezes com tendências criminosas.
No romance de June Pepsi-Cola Addict, o herói do colégio foi seduzido por uma professora e, em seguida, enviado para um reformatório onde um guarda homossexual cria uma peça para ele. Em The Pugilist, de Jennifer, um médico está tão ansioso para salvar a vida de seu filho, portador de uma doença cardíaca, que ele mata o cão da família para obter o seu coração e, assim, conseguir realizar um transplante. O espírito do cão, então, passa a viver na criança até que, finalmente, tem a sua vingança contra o pai. Jennifer também escreveu Discomania, a história de um jovem que descobre que o ambiente de uma discoteca local incita à violência insana. Ela seguiu sua carreira com Taxi-Driver's Son, uma peça transmitida em uma rádio chamada Postman e Postwoman; e vários outros contos.

## Crime e hospitalização
Seus romances foram autopublicados pela New Horizons e fizeram muitas tentativas para vender seus contos para revistas, todavia, seus esforços foram infrutíferos. Uma breve associação com alguns meninos estadunidenses, filhos de um recruta da Marinha dos Estados Unidos, também não teve resultados. As meninas cometeram uma série de crimes, incluindo um incêndio criminoso, e foram internadas no Hospital Broadmoor, um hospital psiquiátrico de alta segurança, onde permaneceram por 14 anos. Mais tarde, June culpou essa longa internação por sua mudez seletiva: "Os delinquentes juvenis recebem dois anos de prisão ... Tivemos 12 anos de inferno porque não falávamos ... Perdemos a esperança, realmente. Escrevi uma carta para a Rainha Elizabeth II, pedindo para que ela nos tirasse de lá. Mas ficamos presas." As meninas permaneceram sob o efeito de doses elevadas de medicamentos antipsicóticos, o que as incapacitava de manter concentração; Jennifer aparentemente desenvolveu discinesia tardia (uma desordem neurológica, resultando em movimentos involuntários repetitivos). Os medicamentos foram aparentemente ajustados o suficiente para permitir-lhes continuar a escrever os diários que haviam começado em 1980 e elas foram capazes de se juntar ao coro hospital, mas com o tempo perderam interesse em participar da escrita criativa.
O caso conseguiu certa cobertura midiática graças ao jornal The Sunday Times, pela jornalista Marjorie Wallace. O tabloide britânico The Sun fez uma breve, porém precisa leitura da vida das gêmeas com a manchete "Genius Twins Won't Speak" ("Gêmeas geniais não querem falar") uma aparente referência ao um suposto teste de QI em que obtiveram um resultado acima da média quando estavam no Broadmool.
As irmãs também foram o tema do drama de televisão de 1986, The Silent Twins, transmitido na BBC Two como parte de sua série Screen Two, e no documentário Silent Twin - Without My Shadow, que foi exibido na BBC One em setembro de 1994.

## Morte de Jennifer
De acordo com Wallace, as meninas tinham um acordo de longa data em que, se uma morresse, a outra deveria começar a falar e viver uma vida normal. Durante sua estadia no hospital, elas começaram a acreditar que era necessário que uma das gêmeas morresse e, depois de muita discussão, Jennifer concordou em sacrificar-se. Em março de 1993, as gêmeas foram transferidas de Broadmoor à Clínica Caswell em Bridgend, País de Gales; na chegada, Jennifer já não estava mais consciente. Ela foi levada para o hospital, onde morreu pouco depois devido à miocardite aguda, uma inflamação súbita do coração. Não havia evidência de drogas ou de veneno em seu organismo e sua morte continua sendo um mistério. No inquérito, June revelou que Jennifer estava agindo de maneira estranha cerca de um dia antes de sua libertação, sua fala estava ofegante e ela disse que estava morrendo. Na viagem a Caswell, ela dormiu no colo de June com os olhos abertos. Em uma visita alguns dias mais tarde, Wallace contou que June "estava com um humor estranho." Ela disse: "Eu estou finalmente livre, liberada, Jennifer deu a sua vida por mim."
Após a morte de Jennifer, June deu entrevistas ao Harper's Bazaar e ao The Guardian. Em 2008, ela estava vivendo calmamente e de forma independente, perto de seus pais em West Wales. Ela não precisa mais de acompanhamento psiquiátrico; é aceita pela sua comunidade e procura deixar o passado para trás. Em uma entrevista de 2016, sua irmã Greta revelou que a família ficou profundamente preocupada com o encarceramento das meninas. Ela culpou o Hospital Broadmoor por arruinar suas vidas e por negligenciar a saúde de Jennifer. Ela queria apresentar um processo contra o Broadmoor, mas Aubrey e Gloria recusaram, dizendo que isto não traria Jennifer de volta.